# Свети Архангели (Нестрам)
Вижте пояснителната страница за други значения на Свети Архангели.
„Свети Архангели Михаил и Гавриил“ (на гръцки: Ταξιαρχών Μιχαήλ και Γαβριήλ) е православна църква в костурското село Нестрам (Несторио), Егейска Македония, Гърция. Храмът е част от Костурската епархия и е енорийският храм на селото.

## Описание
Храмът е построен в 1858 година в махалата Горнени в Нестрам. В архитектурно отношение представлява голяма трикорабна базилика с шест малки надлъжни купола, изградена от местни майстори от камък на мястото на по-стар храм. Зидарията е от дялани камъни. До 1950 година в църквата се пази уникална дървена статуя на Свети Георги, на която за съжаление са запазени само описания и която е подобна на тази в църквата „Свети Георги“ в Галища. В църквата е запазен забележителен дървен иконостас с изящна дърворезба и ценни икони от XIX век. В храма са запазени два красиви резбовани проскинитария, от които на десния има изключително ценна икона на Богородица Владичица на Ангелите от 1780 година, дело на зограф от Линотопи с дарителски надпис на линотопското семейство Димитриу.
В 1971 година е построена нова камбанария, на различно място от старата, разположена в западната страна на храма и представлява многоъгълна каменна сграда с две камбани.
- Икони
- Икона на Архангел Михаил, XVIII век
- Икона на Архангел Михаил
- Икона на Свети Талалей, XVII - XVIII век
- Икона на Света Богородица Елеуса, XVIII век
- Икона на Света Богородица Врефократуса и петима светци, XVIII век